# Полікарп (Сакелларопулос)
Митрополит Полікарп Сакелларопулос (1878 , Tsaritsanid, Османська імперія  — 30 січня 1943 , Верія ) — єпископ Константинопольської православної церкви, митрополит Верійський (1929—1943).

## Біографія

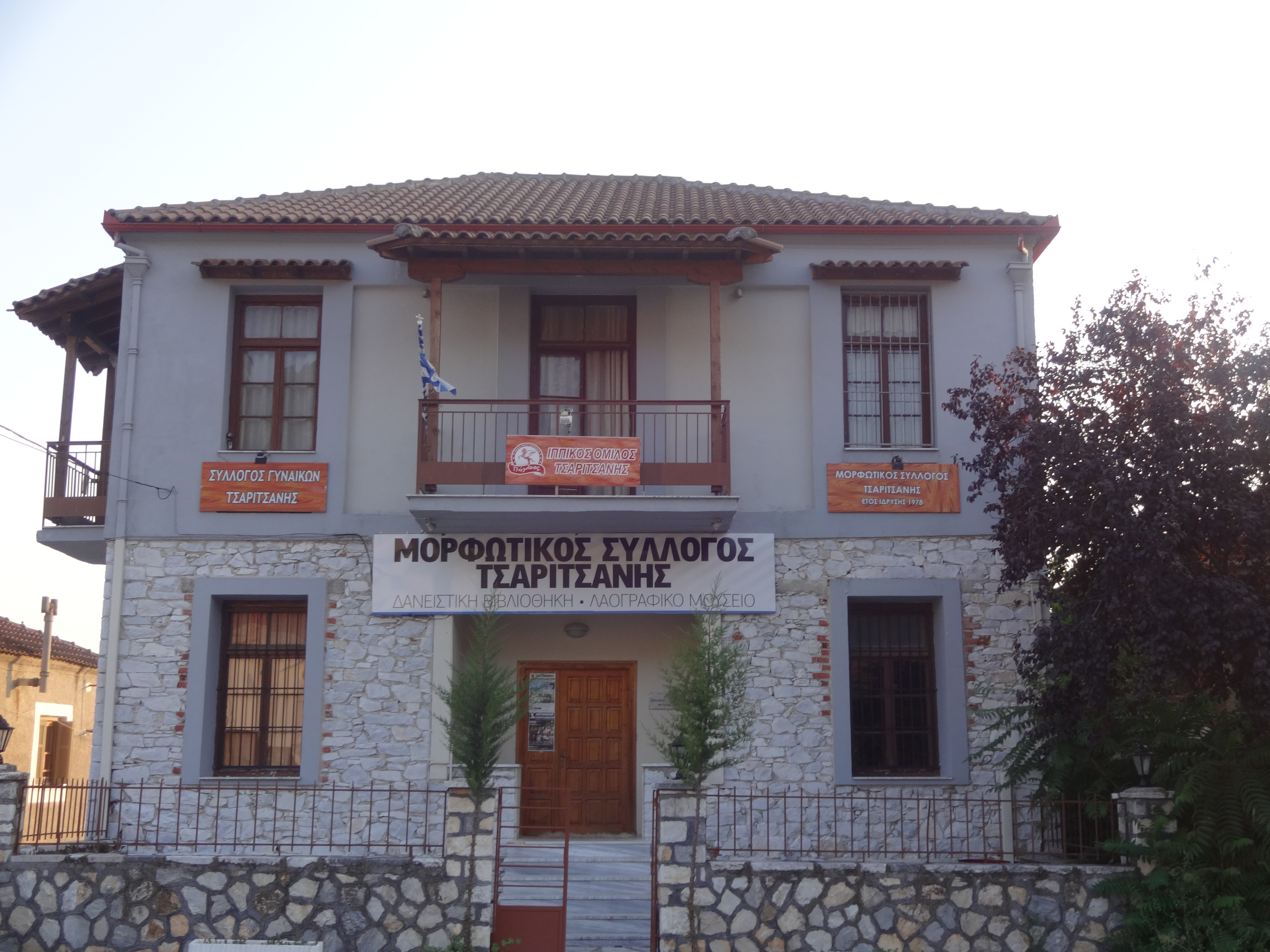
Родовий особняк єпископа Полікарпа в Царицані. Його він заповідав громаді міста і нині тут розташовується правління «Культурного та просвітницького товариства» міста

Народився в 1878 році в Царицані у Фессалії, в Османській імперії. Був першою дитиною із п'яти дітей у сім'ї.
Закінчив Халкінську богословську школу. Після закінчення семінарії, митрополитом Адріанопольським Полікарпом (Вардакісом) хіротонізований у диякона, а пізніше на сан пресвітера.
У 1910 році митрополитом Полікарпом хіротонізований у титулярного єпископа Петрського.
26 червня 1912 року обраний митрополитом Мгленським та Флоринським.
Був активним учасником боротьби за Македонію.
З 27 березня 1929 року — митрополит Верійський і Науський.
На початку квітня 1941 року через бойові події і побоюючись за своє життя, змушений виїхати в Афіни, де мав будинок.
Помер у лютому 1943 року в монастирі святого Афанасія Сфиніциса у Верії невдовзі після повернення на кафедру.